# Hash House Harriers

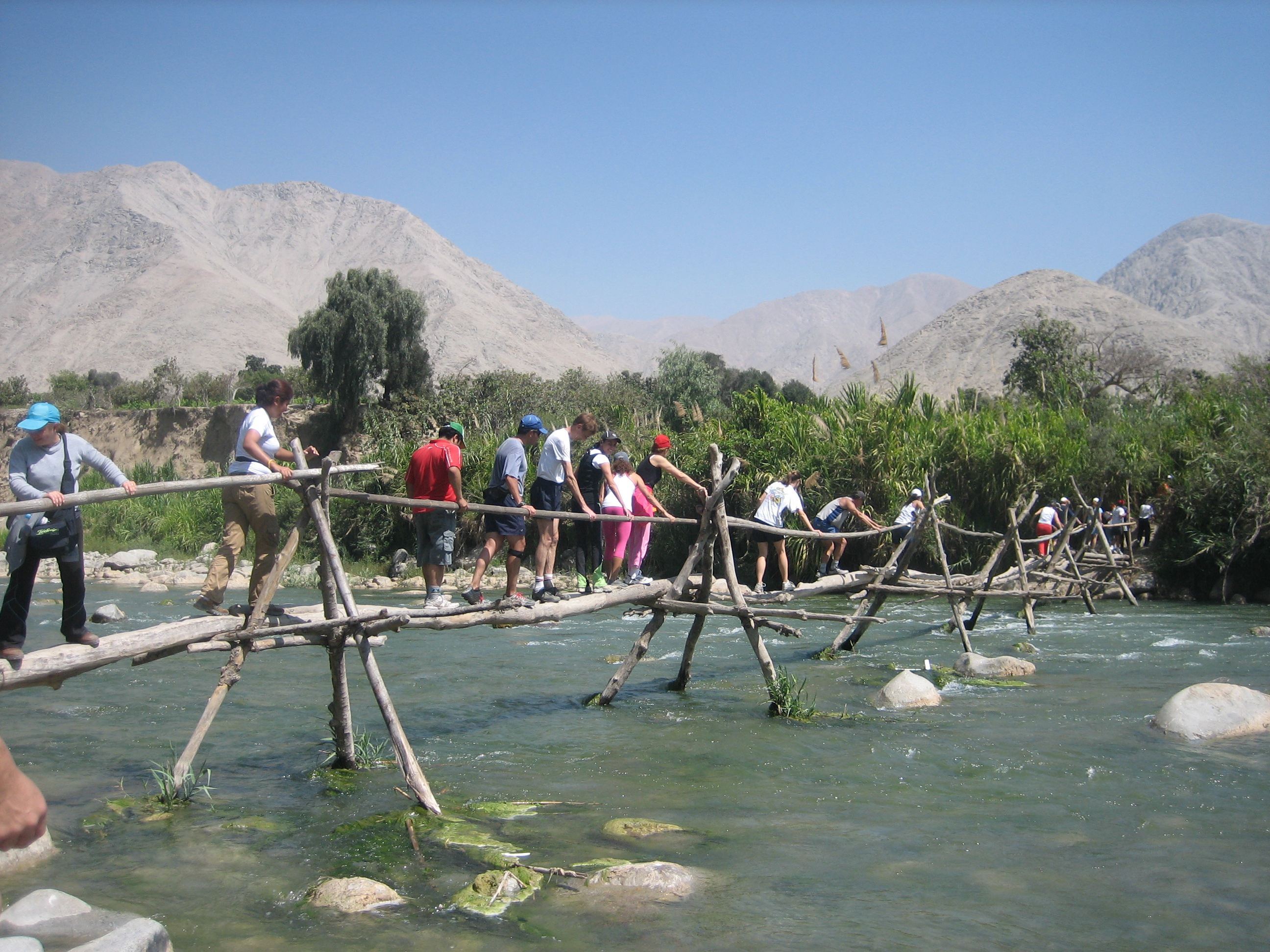
Ein Lauf der Lima Hash House Harriers in Lunahuaná, Perú.

Die Hash House Harriers (abgekürzt auch HHH, H3, bzw. Hashing genannt) sind eine internationale Vereinigung nicht kompetitiver Lauf-, Sozial- und Trink-Clubs. Ein einzelner, von einem solchen Club organisierter Event wird als Hash oder Hash Run bezeichnet. Rad-Rallyes werden als Bashes bezeichnet. Die Teilnehmer einer solchen Veranstaltung bezeichnen sich als Hasher oder Harriet. Die von der Gruppe durchgeführten Läufe lehnen an die Spiele Schnitzeljagd und "Hare and Hound" an.

## Organisation
Die Hash House Harriers sind dezentral organisiert, wobei jede Gruppe (auch "Kennel" genannt) individuell geführt wird. Es gibt keine verbindende, hierarchische Struktur zwischen den einzelnen Gruppierungen. Dennoch werden die Veranstaltungsorte nationaler und internationaler Treffen durch eine Gruppe von Repräsentanten der einzelnen Vereinigungen festgelegt. Die Organisation einer Gruppe nennt sich MisManagement und besteht aus Teilnehmern der Gruppe, die bestimmte Aufgaben und Titel übernehmen. Inzwischen gibt es ein weltumspannendes Netz von über 1700 Gruppen, die über alle sieben Kontinente verteilt sind. In den meisten größeren Städten dieser Welt gibt es zumindest eine dieser Gruppen. Diese bestehen dann zumeist aus 20 – 100 Mitgliedern, mit männlichen und weiblichen Teilnehmern. Einige Veranstaltungen in Großstädten ziehen über 1000 Hasher an.

## Geschichte
Das Hashing entstand ursprünglich im Dezember 1938 in Kuala Lumpur in Malaysia als eine Gruppe britischer Kolonialoffiziere und Auswanderer sich Montag abends zu Läufen verabredeten. Diese waren an die traditionell britischen Spiele Schnitzeljagd oder "Hare and Hounds" angelehnt, um sich von dem am Wochenende angesammelten "Übermaß an Speis und Trank" zu befreien. Die Gründungsmitglieder waren Albert Stephen (A.S.) Ignatius "G" Gispert, Cecil Lee, Frederick "Horse" Thomson, Ronald "Torch" Bennett und John Woodrow. A. S. Gispert wird als Vater des Hashings bezeichnet.
Nach einigen Monaten wurden sie vom Registrar darauf aufmerksam gemacht, dass sie als Gruppe sowohl eine Satzung als auch einen offiziellen Namen benötigten. A. S. Gispert schlug den Namen "Hash House Harriers", in Anlehnung an den Anbau des Selangor Club, wo die Männer untergebracht waren, vor. Dieses war als "Hash House" (zu deutsch "Hack Haus") für sein notorisch monotones Essen bekannt. Neben dem Reiz des Spiels, den Fährtenleger einzufangen und die Fährte zu finden, war es stets auch ein fester Bestandteil sich nach Beendigung des Laufs mit Bier, Ingwerlimonade und Zigaretten für die Mühen zu belohnen.
Die Satzung der Hash House Harriers gemäß der Club-Registrierungskarte von 1950 lautete:
- Förderung der physischen Fitness der Mitglieder
- Erholung von den Nachwehen des Alkoholkonsums des vergangenen Wochenendes
- Während des Laufs einen guten Durst zu generieren und diesen anschließend mit Bier zu stillen.
- Die älteren Mitglieder davon zu überzeugen, dass sie nicht so alt sind, wie sie sich fühlen.

Die Hashing-Bewegung verschwand zunächst während des Zweiten Weltkriegs, wurde jedoch nach dem Krieg von den Mitgliedern der Gruppe wiederbelebt. A. S. Gispert war hier nicht mehr dabei, er wurde am 11. Februar 1942 in einem Gefecht in Singapur getötet.
Bis auf eine Gruppe, die sich an der italienischen Riviera um Gus McKey formierte, war die Verbreitung des Hashes zunächst sehr begrenzt. 1962 gründete Ian Cumming eine Gruppe in Singapur. Die Idee verbreitete sich zunächst im Fernen Osten, Europa und Australien, später auch in Neuseeland und Nord-Amerika, mit einer Hochphase in den 1970er Jahren. Zurzeit gibt es an die 2000 Gruppierungen in allen Teilen der Welt. Deren Mitglieder verbreiten Informationen auf Internet-Seiten und Web-Portalen, in Newslettern und Zeitschriften. Seit 2003 gibt es selbst in der Antarktis zwei Gruppierungen von Hashern.

## Veranstaltungen
Die meisten Gruppen treffen sich in einem wöchentlichen, zweiwöchentlichen oder monatlichem Abstand. Andere Veranstaltungen finden nur sporadisch an besonderen Tagen, z. B. bei Vollmond oder an jedem "Freitag den 13." statt.
Bei dem Hash legen ein oder mehrere Mitglieder der Gruppe, für diese Phase Hares genannt eine Fährte, die von den verbleibenden Mitgliedern der Gruppe verfolgt wird. Diese verfolgende Gruppe wird Pack oder Hounds genannt. Die von den Hares gelegte Fährte beinhaltet falsche Fährten, Abkürzungen, Sackgassen und Verzweigungen. Diese Elemente werden eingesetzt, um das Pack, unabhängig vom Fitness-Level und Laufgeschwindigkeit eines jeden Einzelnen, zusammenzuhalten. Während die schnellsten Läufer der Gruppe den richtigen Weg ("true trail") ausmachen, hat die Gruppe Zeit, um aufzuschließen.
Mitglieder beschreiben die Gruppe mit den Worten "a drinking club with a running problem", was darauf hindeuten soll, dass das soziale Element dieser Veranstaltung dem sportlichen Charakter ebenbürtig ist, wenn nicht sogar im Vordergrund steht. Bier formt daher den integralen Part eines Hashes, wobei die Gewichtung zwischen sportlichem und sozial-alkoholträchtigem Charakter von Gruppe zu Gruppe variiert.
Generell steht die Teilnahme an einem Hash-Event jedem offen, es wird weder eine Anmeldung noch eine Mitgliedschaft verlangt. Dennoch werden bei einigen Veranstaltungen kleine Gebühren genommen, was im Allgemeinen als Hash Cash bezeichnet wird, um die Kosten für Essen und Getränke zu decken. Das Ende eines Trails gibt die Gelegenheit sich zu sozialisieren, einen Drink einzunehmen und den Traditionen der einzelnen Chapters beizuwohnen (siehe auch Traditionen). Nach dem offiziellen Ende eines Hashes begeben sich viele Mitglieder zur weiteren Sozialisierung, genannt On-After, On-Down oder On-On-On, in ein nahegelegenes Haus, Pub oder Restaurant.

### Besondere Events

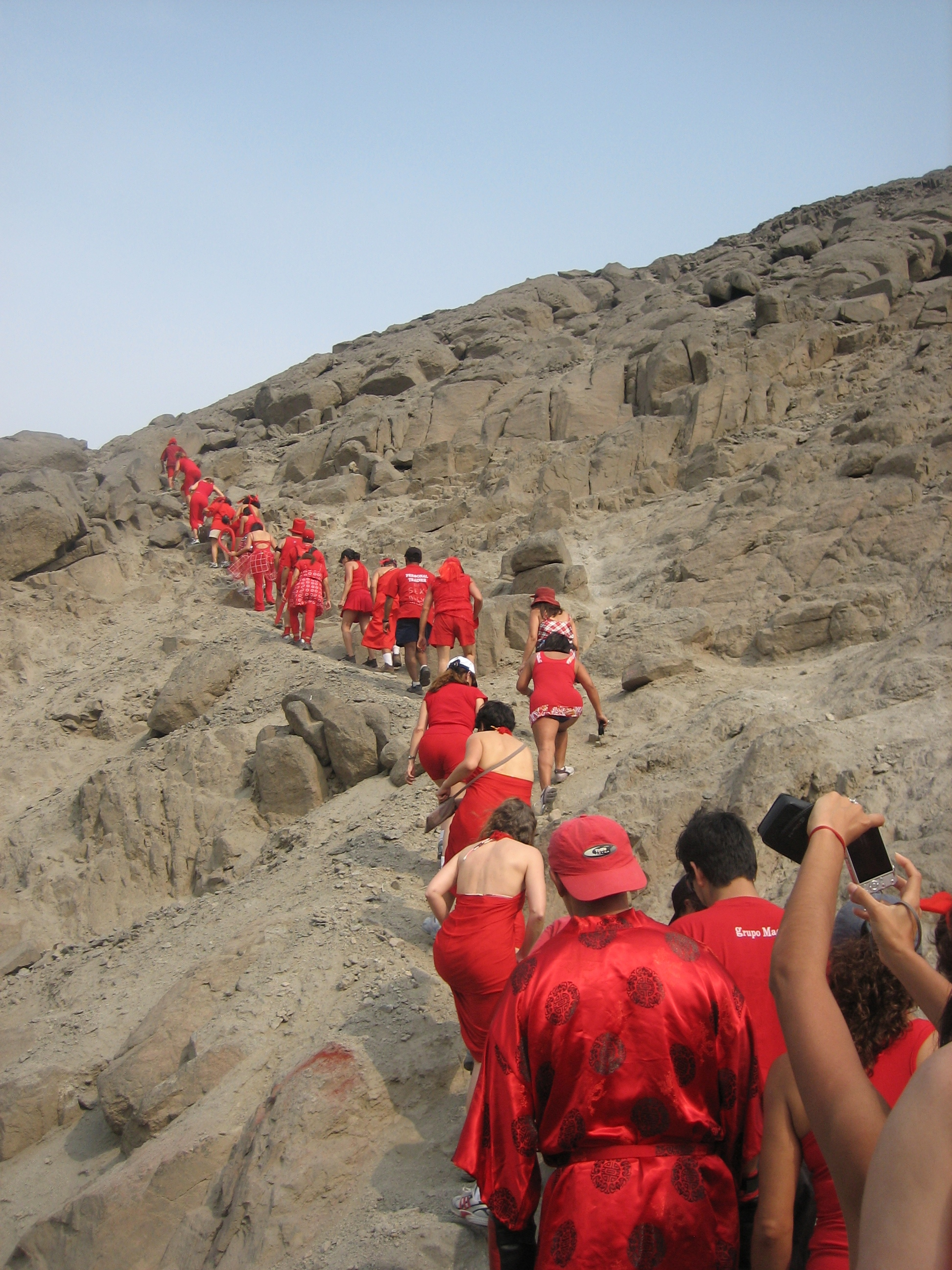
Der erste "Red Dress Run" in Südamerika, Chaclacayo, Perú.

Zusätzlich zu den regulären Hashes kann eine Gruppe andere Veranstaltungen und Themen-Läufe organisieren. Dies können beispielsweise Hashes in Vollmondnächten sein: Stuttgart Full Moon Hash oder München Full Moon Hash. Des Weiteren finden Hashes zu den großen Bier-Festen statt: Oktober Fest Hash und der Stuttgarter Fest Hash zum Cannstatter Wasen.
Ein weit verbreiteter "Special Event" ist der Red Dress Run, der jährlich von den verschiedenen Gruppen veranstaltet wird. Nach den Überlieferungen des Hashes erschien eine Newcomerin nach einer Einladung zu einem Hash in San Diego in einem roten Kleid, da ihr nicht bewusst war, dass es sich um eine Laufgruppe handelt. Nachdem sie für ihre Erscheinung einiges an Spott einstecken musste, entschied sie sich dennoch dafür, den Lauf in diesem Outfit zu absolvieren. Andere Hasher begannen daraufhin aus Jux ebenfalls rote Kleider zu den Läufen zu tragen, und bald etablierte sich eine Tradition in Form eines jährlich stattfindenden Laufs sowohl weiblicher als auch männlicher Teilnehmer in roten Kleidern. Diese Tradition wird inzwischen weltweit von den Clubs geachtet und ist in der Regel die größte Veranstaltung, die eine Gruppe im Jahr ausrichtet. Teilnehmerzahlen reichen von über 2000 Läufern in San Diego und 600 in Washington, D.C. Der größte "Red Dress Run" findet momentan in New Orleans mit etwa 5000 Teilnehmern statt.
Die meisten Gruppen nummerieren ihre gelaufenen Hashes durch und organisieren bei besonderen Nummern auch besondere Läufe, so zum Beispiel bei den Läufen Nr. 100, 200, 777, 1000 etc.

## Fährten
Das Hashen hat sich seit der Erfindung in Kuala Lumpur nur wenig verändert. Die Hare(s) markieren die Fährte mit Papier, Kreide, Sägespänen oder gefärbtem Mehl, je nach Umgebung und Wetter. Spezielle Zeichen werden dabei verwendet um Sackgassen, Rückverfolgung, Abkürzungen oder Wendungen zu markieren. Das am häufigsten verwendete Symbol ist der Check, in der Regel ein Kreis, welcher bedeutet, dass die Meute von hier aus in alle Richtungen nach der Fährte suchen muss.
Fährten können durch jede Art von Terrain führen. So können sie durch Wald und über Wiesen, auf festen Wegen oder aber auch querfeldein gehen. Es ist aber auch möglich, dass die Fährte durch Bäche, Wohngebiete, Einkaufszentren, über Zäune und andere Hindernisse hinweg führt.

### Signale und Begriffe
Hasher verwenden oft Trillerpfeifen, um miteinander auch über größere Distanzen zu kommunizieren. Zudem werden durch Zurufe Informationen an die Gruppe weitergegeben. Jede Gruppe verwendet ein bestimmtes Repertoire an Zeichen, das sich von Gruppe zu Gruppe teils stark unterscheiden kann. In der Regel wird vor jedem Lauf eine kurze Einweisung in die bei dieser Fährte verwendeten Zeichen, auch Chalk Talk genannt. Zusätzlich kann der Hare des jeweiligen Laufs vor dem Start Hinweise zu Besonderheiten geben, wie Abschnitte mit wenig Markierungen oder bestimmte Hindernisse.

### Sorten von Fährten
Es gibt prinzipiell zwei Sorten von Fährten. Live trails werden von einem Hare direkt vor der Gruppe gelegt. Der Hare bekommt dabei einen Vorsprung, den head start, während dead trails Stunden oder Tage vor dem eigentlichen Hash gelegt werden können. Live trails und dead trails werden auch als Live Hare bzw. Dead Hare trails bezeichnet. Live trails kommen näher an das ursprüngliche Spiel "Hare and Hound" heran. Ziel dieses Spiels ist die Verfolgung des Hares durch die Gruppe, mit dem Ziel, den Hare zu stellen. Fährten können von "A nach A" führen, demnach endet die Fährte an dem Punkt, von wo aus sie gestartet wurde. Fährten, die von "A nach B" führen, beginnen und enden an zwei völlig unterschiedlichen Orten. Manche Fährten, die als Trail von "A nach A1 (prime)" bezeichnet werden, enden in der laufbaren Nähe des Startpunkts.

## Traditionen

### Circles
Die meisten Hashes enden mit einer Zusammenfindung der Gruppe, die auch als Circle, oder seltener als Religion bezeichnet wird. Angeführt durch den Leiter der Gruppe dient der Circle als Plattform für die Sozialisierung und gibt Gelegenheit zu singen, einzelne Teilnehmer zu loben oder abzustrafen, die Namensgebung neuer Mitglieder zu zelebrieren oder die Gruppe über Neuigkeiten und herannahende Veranstaltungen zu informieren.
Circles können vom Chapter Grandmaster, dem "Religious Adviser" der Gruppe oder von einem Komitee gehalten werden.

### Down-downs
Ein down-down ist ein Mittel für die Bestrafung, Belobigung oder Anerkennung eines Gruppenmitglieds für besondere Dinge, die während des Hashes vorgefallen sind. Dies kann sowohl in Hinblick auf Gebräuche in der Gruppe als auch auf sonstige Aktionen während des Laufs abzielen.
Im Allgemeinen wird der Betroffene gebeten, sein Trinkgefäß, das er gerade in der Hand hält, vollständig zu entleeren. Teilnehmer können Anerkennung für ihre Mithilfe, aber auch als Gäste oder neue Mitglieder bekommen. Down-Downs dienen aber auch der Bestrafung falschen Verhaltens oder falschen Auftretens. Hierbei spielt es jedoch selten eine Rolle, ob die Anschuldigungen real sind, eingebildet oder schlichtweg frei erfunden sind.
Geahndete Verstöße können dabei das Verpassen des "Beer Stops", das Zeigen mit dem Finger auf andere oder die Verwendung des echten Namens einer Person sein.
Ein spezieller Down-Down stellt der Moment dar, an dem ein Hasher mit neuen Schuhen an einem Hash teilnimmt. Der Hasher wird nach Beendigung des Laufs gebeten, einen dieser Schuhe auszuziehen und diesen als Trinkgefäß für den Down-Down zu verwenden. In einigen Gruppen wird das Bier für diesen Zweck zusätzlich durch einen Socken des zu Bestrafenden gefiltert.
Viele Gruppen integrieren einen Eis-Thron in deren Down-Down-Zeremonie. Diejenigen, die einen Down-Down über sich ergehen lassen müssen, werden gebeten auf einem Eisblock Platz zu nehmen und das Down-Down-Lied zu beenden. In den härteren Fällen werden die Hasher besonders langen Liedern, mit vielen Strophen, ausgesetzt. In einigen Gruppen werden die Hasher gebeten, jegliches Textil, das zwischen dem Eisblock und dem zu Bestrafenden liegt, zu entfernen, andere erlauben das Anbehalten der Unterwäsche, fordern jedoch das Ablegen des äußeren Beinkleids.

### Hash-Namen
In den meisten Gruppen ist die Verwendung des bürgerlichen Namens während der Veranstaltung verpönt. Den Mitgliedern wird typischerweise ein "Hash Name" verliehen, der in Hinblick auf typische Handlungen, Merkmale oder die physische Erscheinung des Teilnehmers abzielt. In den meisten Gruppen muss der Name verdient werden, was bedeutet, dass ein Hasher erst einen Namen verliehen bekommt, nachdem er etwas herausragendes, ungewöhnliches oder ausreichend dummes getan hat, um den Namen zu rechtfertigen. In anderen Gruppen ist die Prozedur zur Vergabe von Namen weniger stark ausgeprägt und so bekommen Hasher nach 5–10 Läufen einen Namen.
Einige Gruppen vergeben vornehmlich "familienfreundliche" Namen (zum Beispiel: Lost My Way); andere favorisieren die Verwendung von Anspielungen und Sticheleien (zum Beispiel: Salt Lick); und andere finden Gefallen daran, die Namen der Möglichkeit nach möglichst obszön, beleidigend oder politisch inkorrekt zu vergeben. Hasher, denen noch keine Namen zugeteilt wurden, werden generell "Just (Vorname)" or "No Name (Vorname)" (z.B.., "No Name John") gerufen.
Hashern ist es nicht erlaubt, sich selbst Namen zu geben, da hier ein offensichtlicher Interessenkonflikt besteht. Hasher, die dies dennoch tun, werden von der Gruppe bei der erstbesten Möglichkeit umgetauft und mit einem drastischeren Namen bedacht. Genauso werden Hasher behandelt, die mit ihrem Namen unzufrieden sind und gerne umgetauft werden möchten. Diese werden dann ebenfalls mit möglichst noch unpassenderen Namen getauft.

### Symbol
Das traditionelle Symbol des Hashes ist ein stilisierter Abdruck eines menschlichen Fußes, oft in Verbindung mit dem Gruß der Hasher, "On-On." Jeder Hash hat sein eigenes Logo, und dementsprechend hat jeder Hash auch sein eigenes Merchandising, Haberdashery genannt. Dementsprechend ist es nicht selten, dass bei Läufen die unterschiedlichsten Hash-Logos zu sehen sind.

## Internationale Veranstaltungen
Es gibt eine Vielzahl internationaler Events, bei denen sich Hasher verschiedener Gruppierungen treffen und Läufe und Sozialisierung durchführen. Die bekannteste Veranstaltung ist der alle zwei Jahre stattfindende Interhash, bei dem sich Hasher aus der ganzen Welt treffen.
Der im Jahr 2006 durchgeführte Interhash—Chiang Mai, bot Läufe in Thailand, Myanmar, Laos, Vietnam, Kambodscha und Südwest-China an.
- 1978 Hongkong
- 1980 Kuala Lumpur, Malaysia
- 1982 Jakarta, Indonesien
- 1984 Sydney, Australien
- 1986 Pattaya, Thailand
- 1988 Bali, Indonesien
- 1990 Manila, Philippinen
- 1992 Phuket, Thailand
- 1994 Rotorua, Neuseeland
- 1996 Limassol, Zypern
- 1998 Kuala Lumpur, Malaysia
- 2000 Tasmanien, Australien
- 2002 Goa, Indien
- 2004 Cardiff, Wales
- 2006 Chiang Mai, Thailand
- 2008 Perth, Australien
- 2010 Kuching, Malaysia
- 2012 Borobudur, Indonesien
- 2014 Hainan, China
- 2016 Bali, Indonesien
- 2018 Nadi, Fiji
- 2020 Trinidad und Tobago (ausgefallen)
- 2022 Goa, Indien
- 2022 Koh Samui, Thailand
- 2024 Queenstown, Neuseeland
- 2026 Prambanan-Mendut, Indonesien

Zusätzlich zum Interhash gibt es eine Vielzahl regionaler and kontinentaler Hash-Events, wie den InterAmericas, InterAfrica, InterGulf, InterScandi, EuroHash und PanAsia. Nationale Hash events, oder auch Nash Hashes, bringen vornehmlich Hasher einer bestimmten Nation zusammen, wobei Besucher aus dem Ausland sehr willkommen sind.